# Nátrium-tiocianát
A nátrium-tiocianát (régies névvel nátrium-szulfocianid) kémiai vegyület, képlete NaSCN.  Színtelen, elfolyósodó só, a tiocianát anion fő forrása, emiatt gyógyszerek és más vegyületek szintézisében használják kiindulási anyagként. A tiocianát sókat jellemzően cianidok és elemi kén reakciójával állítják elő:
8 NaCN  +  S8  →  8 NaSCN
Rombos cellában kristályosodik, minden egyes Na+ centrumot a háromatomos tiocianát anion három kén és három nitrogén liganduma vesz körül. Gyakori laboratóriumi reagens a vas(III) ionok jelenlétének kimutatására.

## Szintetikus felhasználása
Nátrium-tiocianáttal alkil-halogenidekből a megfelelő alkil-tiocianátok állíthatók elő. Hasonló célra felhasználható az ammónium-tiocianát és a kálium-tiocianát is, melynek vízben kétszer olyan jól oldódik. Ugyancsak használható ezüst-tiocianát is, az oldhatatlan ezüst-halogenidek kicsapódnak, ami egyszerűsíti a feldolgozást. Az izopropil-bromid forró etanolos oldatban történő nátrium-tiocianátos kezelése izopropil-tiocianátot eredményez. Protonálásával izotiociánsav, S=C=NH keletkezik (pKa = −1,28), melyet in situ előállítva aminokra történő addícióval tiokarbamid-származékok nyerhetők.

## Fordítás
- Ez a szócikk részben vagy egészben  a   Sodium thiocyanate című angol Wikipédia-szócikk ezen változatának fordításán alapul.  Az eredeti cikk szerkesztőit annak laptörténete sorolja fel. Ez a jelzés csupán a megfogalmazás eredetét és a szerzői jogokat jelzi, nem szolgál a cikkben szereplő információk forrásmegjelöléseként.